# جلد البرتقالة (طب)

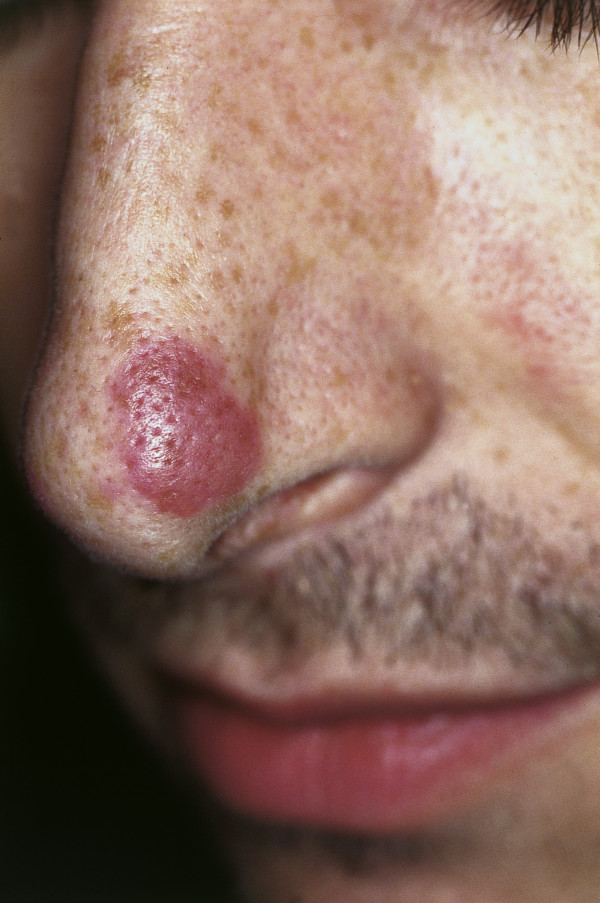
ورم حبيبي يوزيني في الوجه، و ينتج عنه جلد البرتقالة

جلد البرتقالة (بالفرنسية: Peau d'orange) و سميت بذلك لوصف الجلد عندما تصبح ملامحه مثل قشرة البرتقال. و جلد البرتقالة ناتج عن وذمة جلدية لمفاوية. حيث يتم ربط الجلد من قبل القنوات العرقية التي لا يمكن أن تنتفخ، مما يؤدي إلى ظهور الجلد مثل قشرة البرتقال. و نرى هذه الظاهرة في الخراج المزمن. مثل جلد الثدي في سرطان الثدي الإلتهابي. ويمكن أن نرى جلد البرتقالة في الوذمة المخاطية التي تحدث في مرض الدراق الجحوظي.